# Holstentor (Warhol)
Holstentor ist eine Siebdruck-Serie des amerikanischen Pop-Art-Künstlers Andy Warhol aus dem Jahr 1980. Die Bilder zeigen das Lübecker Holstentor und gehören zu Warhols Werkreihe der German Monuments. Insgesamt entstanden vier Bilder der Serie in unterschiedlichen Farbvariationen, die anlässlich einer Warhol-Ausstellung in einem Lübecker Möbelhaus erstmals öffentlich gezeigt wurden. Ein Bild der Serie mit einem rosafarbenen Holstentor befindet sich heute im Besitz der Lübecker Museen.

## Bildbeschreibung

Holstentor, Fotografie von 2015 mit ähnlichem Bildmotiv wie in den Warhol-Gemälden: Blick von Westen mit Holstentorplatz im Vordergrund und Salzspeicher rechts (Die Türme der Marienkirche links fehlen bei Warhol)

Alle vier Bilder zeigen das Holstentor von Westen her gesehen mit dem Holstentorplatz im Vordergrund und rechts und links vom Tor flankierende Bäume. Teilweise sind am rechten Bildrand zudem Gebäude der Salzspeicher zu erkennen. Die vier Ansichten sind nach einer Fotografie von Andy Warhols Freund Christopher Makos entstanden, der dabei den Blickwinkel auf das Tor wählte, der seinerzeit vor allem von der Rückseite des 50-DM-Scheines bekannt war. Auf einer fotografischen Vorlage von Makos hat Warhol später mit freier Hand die Konturen und Details des Gebäudes und der Bäume nachgezeichnet. Danach entstanden die farbigen Bilder im Siebdruckverfahren mit Acrylfarbe auf Leinwand. Die vier Varianten unterscheiden sich teils im Ausschnitt, aber vor allem in der Farbgebung. Die großen grellen Farbfelder scheinen wie in einer Collage arrangiert. Je nach Bild verwandte Warhol einen anderen Grünton für den Vordergrund mit der Rasenfläche, den Himmel variierte er in verschiedenen Blautönen. Dazwischen dominiert das Holstentor als leuchtende Fläche in jeweils einer anderen Farbgebung.

## Entstehung der Bilder
Die vier Bilder mit dem Holstentor-Motiv gehören zu einer Reihe mit Bildern von deutschen Bauwerken, die Andy Warhol 1980 auf Anregung seines Bonner Galeristen Hermann Wünsche schuf. Der mit Warhol befreundete Wünsche hatte bereits mehrere Aufträge für den Pop-Art-Künstler vermittelt und beispielsweise 1976 die Porträtsitzung mit Ex-Bundeskanzler Willy Brandt organisiert. Zu der German Monuments oder Monumenta Germaniae genannten Bilderfolge mit Architekturansichten gehören neben dem Holstentor die Motive Kölner Dom, Hamburger Michel, Berliner Reichstagsgebäude und die Vorburg von Schloss Drachenburg bei Königswinter. Auffallend in dieser Gruppe ist das Motiv der Vorburg, das nicht über den Bekanntheitsgrad der anderen Gebäude verfügt. Schloss Drachenburg gehörte 1980 den mit Wünsche bekannten Unternehmer Paul Spinat, der Warhol zu sich als Gast eingeladen hatte.
Auch das Bild vom Lübecker Wahrzeichen entstand durch Vermittlung von Hermann Wünsche, den Warhol gelegentlich Hermann the German nannte. Der mit Wünsche geschäftlich verbundene Lübecker Möbelhändler Heinrich (genannt Heiner) Reese, hatte in seinem Geschäft für hochwertige Möbel eine Galerie für Kunst eingerichtet und dort beispielsweise bereits Werke von Salvador Dalí gezeigt. Wünsche schlug Reese vor, dort eine Warhol-Ausstellung zu veranstalten. Einzige Bedingung des Galeristen war es, dass Reese eines der gezeigten Bilder kaufen musste. Im Möbelhaus von Heiner Reese waren etwa 150 Arbeiten von Warhol zu sehen, darunter Bilder der Serien Flowers, Marilyn Monroe und Joseph Beuys. Extra für diese Ausstellung fertigte Warhol die vier Bilder mit dem Holstentor-Motiv an. Hierzu war Warhols Fotograf Christopher Makos vorab nach Lübeck gereist, um das Wahrzeichen der Hansestadt zu fotografieren. Die Aufnahmen des Holstentores dienten später als Vorlage für die Gemälde.
Am 13. November 1980 kam Andy Warhol persönlich zur Ausstellungseröffnung nach Lübeck. Begleitet von Christopher Makos besuchte Warhol zuerst einen Empfang im Lübecker Rathaus, war danach zu einem Essen in der ehrwürdigen Schiffergesellschaft geladen, bevor es schließlich zur Eröffnung der Ausstellung im Möbelhaus kam. Dort waren die Bilder nicht in Galerieräumen im engeren Sinn ausgestellt, sondern hingen wenig museal zwischen den Möbeln bzw. über den Sofas. Für Warhol schien diese kommerzielle Präsentation seiner Werke kein Problem darzustellen. Von den bei dieser Gelegenheit erstmals öffentlich ausgestellten vier Bildern mit dem Holstentor, suchte sich Möbelhändler Heiner Reese schließlich das Motiv mit leuchtend rosafarbenen Tor aus. Trotz des großen Empfangs in der Hansestadt, hat Warhol die Reise nach Lübeck in seinen Tagebüchern nicht erwähnt.
Für die zwei Jahre später in Berlin gezeigte Ausstellung Zeitgeist schuf Warhol erneut Bilder nach deutschen Architekturmotiven. So gab es in dieser Reihe neben Ansichten des Berliner Olympiastadions Bilder nach dem Architekturentwurf von Friedrich Gilly für ein Denkmal Friedrichs des Großen. Kurz vor seinem Lebensende griff Warhol 1987 mit der Postkartenansicht von Schloss Neuschwanstein wiederum ein deutsches Baudenkmal als Bildgegenstand auf. Im Auftrag der Münchener Rückversicherungs-Gesellschaft entstanden hierbei erneut mehrere Bilder desselben Motivs in verschiedener Farbgebung.

## Verbleib der Bilder
Nach der Ausstellung in Lübeck 1980 verblieb vertragsgemäß ein Gemälde der vier Versionen des Holstentores im Besitz des Möbelhändlers Heiner Reese. Er stellte das Gemälde einige Zeit der Kunsthalle St. Annen als Leihgabe zur Verfügung, bis es 2008 mit Mitteln der Friedrich Bluhme und Else Jebsen-Stiftung für die Lübecker Museen erworben wurde.  Die anderen drei Bildversionen befinden sich in Privatbesitz. Die Galerie Rudolf Budja bot 2008 auf einer Kunstmesse in Moskau eine Version des Bildes mit dem Holstentor in Orange für 3,6 Millionen Euro an. Es ist unklar, ob für diese Summe ein Käufer gefunden wurde. Am 2. Dezember 2010 versteigerte das Kölner Auktionshaus Van Ham die Gemäldeversion mit dem Holstentor in Blassrosa für 611.500 Euro. Als Vorbesitzer waren die Galerie Hermann Wünsche in Bonn, die Rudolf Budja Gallery in Salzburg/Wien/Miami und eine namentlich nicht genannte Privatsammlung in Miami angegeben. Der neue Käufer blieb unbekannt. Der vierte Version des Bildes, mit dem Holstentor in Rot, kam am 7. Februar 2001 in der Londoner Filiale des Auktionshauses Christie’s zur Versteigerung, fand bei dieser Gelegenheit aber keinen Käufer. Der aktuelle Verbleib des Bildes ist nicht bekannt.